# Pittsburg (Texas)
Pittsburg è un comune (city) degli Stati Uniti d'America e capoluogo della contea di Camp nello Stato del Texas. La popolazione era di 4 497 persone al censimento del 2010.
Qua è nato il politico Louie Gohmert. 

## Geografia fisica
Pittsburg è situata a 32°59′49″N 94°58′05″W (32.997029, -94.968044).
Secondo lo United States Census Bureau, ha un'area totale di 3,3 miglia quadrate (8,7 km²).

## Storia
La città prende il nome dalla famiglia di William Harrison Pitts. Nel 1996, la città ha cambiato il suo nome in "Cowboys" per alcune settimane a sostegno dei Dallas Cowboys, che hanno affrontato i Pittsburgh Steelers, dato che in quell'anno si stava giocando il Super Bowl XXX. 

## Società

### Evoluzione demografica
Secondo il censimento del 2000, c'erano 4 347 persone.

### Etnie e minoranze straniere
Secondo il censimento del 2000, la composizione etnica della città era formata dal 54,50% di bianchi, il 27,97% di afroamericani, lo 0,30% di nativi americani, lo 0,16% di asiatici, lo 0,05% di oceanici, il 15,76% di altre etnie, e l'1,27% di due o più etnie. Ispanici o latinos di qualunque razza erano il 23,86% della popolazione.